# Endograptis pyrrhoptila
Endograptis pyrrhoptila är en fjärilsart som beskrevs av Edward Meyrick 1927. Endograptis pyrrhoptila ingår i släktet Endograptis och familjen fransmalar. Inga underarter finns listade i Catalogue of Life.